# Station Moreuil
Station Moreuil is een spoorwegstation in de Franse gemeente Moreuil.